# Guadiela
Guadiela – rzeka w Hiszpanii, lewobrzeżny dopływ Tagu. 
Jej źródło znajduje się w Serranía de Cuenca w pobliżu gminy Cueva del Hierro, płynie przez 117 km ze wschodu na zachód, przez prowincję Cuenca. Guadiela uchodzi do Zbiornika Bolarque.
Hydronim Guadiela składa się z rdzenia Guad (pochodzenie arabskie, oznacza rzekę) oraz sufiksu -iela (deminutyw).